# بلکر میلز (ویرجینیای غربی)
بلکر میلز (به انگلیسی: Blaker Mills) یک منطقهٔ مسکونی در ایالات متحده آمریکا است که در شهرستان گرین‌بریر، ویرجینیای غربی واقع شده‌است. بلکر میلز ۵۱۳٫۹ متر بالاتر از سطح دریا واقع شده‌است.